# Marjan Marković
Marjan Marković (* 28. September 1981 in Požarevac) ist ein serbischer Fußballspieler.
Marković war 16-facher Nationalspieler seines Landes. Seine Karriere begann bei Mladi Radnik (1997–1999), dann wechselte er als jüngster Kapitän der serbischen 2. Liga zu Roter Stern Belgrad (1999–2005), Dynamo Kiew (2005–2008) und zuletzt spielte er bei Roter Stern Belgrad (2008–2009) ehe man den Vertrag beidseitig auflöste. Nächste Station war 2013 der damalige zyprische Erstligist Alki Larnaka; es folgten bis 2018 weitere Engagements bei Vereinen, zumeist in Serbien.